# Vicky Ludovisi
Vicky Ludovisi, pseudonimo di Vittoria Ludovisi (Roma, 14 novembre 1943), è un'attrice italiana, conosciuta soprattutto per la sua interpretazione nel film Audace colpo dei soliti ignoti.

## Biografia
Dopo una prima apparizione in Mia nonna poliziotto di Steno, poco più che adolescente partecipa ai provini, che il regista Nanni Loy sta effettuando per il cast del film Audace colpo dei soliti ignoti, seguito del famoso I soliti ignoti di Mario Monicelli, di due anni prima. Viene, alla fine, scelta per ricoprire la parte di Floriana, ragazza svampita e con un particolare difetto nel parlare, ricoprendo il ruolo, non marginale, in modo naturale e brillante. Superarono la censura scene decisamente audaci che vennero interpretate da lei appena quindicenne.
Nel 1959 partecipa al film Agosto, donne mie non vi conosco, di Guido Malatesta.
Presenta con Laura Efrikian e Renato Tagliani il Festival di Sanremo 1962.
La sua ultima apparizione televisiva nel programma Specchio segreto, la celebre candid camera italiana di Nanni Loy del 1964, dove chiedeva un bacetto in strada, suscitando ora divertimento ora imbarazzo tra i passanti.
In seguito lavora con Steno, Mattoli e Simonelli, sempre in parti secondarie sino alla pellicola L'ultimo rififì, che conclude la sua vita artistica: da allora si ritira a vita privata.

## Filmografia
- Mia nonna poliziotto, regia di Steno (1958)
- Audace colpo dei soliti ignoti, regia di Nanni Loy (1959)
- Agosto, donne mie non vi conosco, regia di Guido Malatesta (1959)
- Un militare e mezzo, regia di Steno (1960)
- Akiko, regia di Luigi Filippo D'Amico (1961)
- Mina... fuori la guardia, regia di Armando W. Tamburella (1961)
- 5 marines per 100 ragazze, regia di Mario Mattoli (1961)
- Gli attendenti, regia di Giorgio Bianchi (1961)
- Pesci d'oro e bikini d'argento, regia di Carlo Veo (1961)
- Gerarchi si muore, regia di Giorgio Simonelli (1961)
- Il criminale, regia di Marcello Baldi (1962)
- La vita provvisoria, regia di Vincenzo Gamna (1963)
- Obiettivo ragazze, regia di Mario Mattoli (1963)
- Scandali nudi, regia di Enzo di Gianni (1963)
- L'ultimo rififì, regia di Juan Autienza (1964)